# Іздебський Євгеній Олегович
Євгеній Олегович Іздебський (нар. 3 червня 1995, Херсон, Україна) — український футболіст, захисник та півзахисник польского клубу «Спартак» (Вегожино).

## Життєпис

### Ранні роки
Вихованець ДЮСШ херсонського «Кристала», де з ним працювали тренери І. А. Жосан, І. Ю. Пасхал та А. А. Чернявський, а також запорізького «Металурга», де його тренером був А. П. Рудика. З 2008 по 2012 рік провів 64 матчі та відзначився 9 голами в першості та чемпіонаті ДЮФЛ.

### Клубна кар'єра

#### Металург
У 2012 році потрапив в основну заявку «Металурга». 25 липня 2012 року дебютував за юніорську команду «Металурга» у домашній грі проти «Дніпра», в результаті за команду U-19 виступав до 2014 року, провівши за цей час 33 поєдинки. За молодіжну (U-21) команду дебютував 8 серпня 2013 року в домашньому поєдинку проти «Севастополя».
7 листопада 2015 дебютував в основному складі «Металурга» у виїзному матчі Прем'єр-ліги проти луганської «Зорі», вийшовши з перших хвилин зустрічі. 22 листопада того ж року в домашньому матчі проти «Олександрії» Євген «відзначився» спочатку заробленим у ворота своєї команди пенальті, яке успішно реалізував Андрій Запорожан на 73-й хвилині поєдинку, а після цього ще й автоголом на 80-й хвилині зустрічі, встановивши, тим самим, підсумковий рахунок 0:2. Сам футболіст цей вкрай невдалий для себе матч прокоментував наступним чином:
|  | — Думаю, з олександрійцями могли зачепитися за очки, навіть налаштовувалися відповідним чином. Але знову ж: арбітр ухвалив незрозуміле рішення призначити 11-метровий, коли після рикошету м’яч випадково потрапив мені в руку. Ну а в моменті, коли зрізав у свої ворота, старався дограти до кінця, робив підкат, аби розрядити ситуацію. На жаль, сталася така прикрість. Після цього матчу було доволі неприємно. |

Під час зимової перерви сезону 2015/16 років покинув «Металург» в зв'язку з процесом ліквідації клубу. Всього за період виступів у складі запорізької команди провів 4 матчі в чемпіонаті, 24 поєдинки (в яких відзначився 1 голом) у молодіжній першості та 33 поєдинки в юнацькому турнірі.
2 лютого 2016 року стало відомо, що Іздебський прибув на перегляд до клубу Вищої ліги Білорусі «Граніт» з міста Мікашевичі, в складі якого 6 лютого взяв участь в товариському матчі проти гродненського «Німана», проте в підсумку «Граніту» не підійшов.

#### «Енергія»
25 березня 2016 року включений в заявку новокаховській «Енергії», в складі якої дебютував наступного дня 26 березня, замінивши Іллю Носова на 42-й хвилині домашнього матчу першості проти херсонського «Кристала». 3 червня того ж року повідомили, що Євген залишив «Енергію», за яку загалом провів 11 матчів у першості.

#### Повернення в «Металург»
У липні 2016 року став гравцем відродженого запорізького «Металурга», проте вже наприкінці листопада 2016 року залишив команду.

#### «Мир»
Під час зимової перерви сезону 2016/17 років перейшов у «Мир». У складі горностаївського клубу виграв Відкритий кубок Федерації футболу АР Крим 2017.

#### Виступи на аматорському рівні та вояж за кордон
Наприкінці червня 2018 року залишив «Мир» та перебрався до аматорського Мотора (Запоріжжя). Проте вже на початку березня 2019 року підсилив нижчоліговий шведський клуб «Крамфорс-Альянсен». На початку вересня 2019 року повернувся до України, де грав за аматорський колектив «Таврія-Скіф». Наприкінці грудня 2020 року перейов до нижчолігового польського клубу «Спарта» (Вегожино).

## Статистика виступів
Станом на 30 июля 2016
| Клуб                     | Ліга         | Сезон   | Чемпіонат | Чемпіонат | Кубок | Кубок | Дубль | Дубль |
| Клуб                     | Ліга         | Сезон   | Матчі     | Голи      | Матчі | Голи  | Матчі | Голи  |
| ------------------------ | ------------ | ------- | --------- | --------- | ----- | ----- | ----- | ----- |
| «Металург» (Запоріжжя)   | Прем'єр-ліга | 2013/14 |           |           |       |       | 5     | 0     |
| «Металург» (Запоріжжя)   | Прем'єр-ліга | 2014/15 |           |           |       |       | 9     | 0     |
| «Металург» (Запоріжжя)   | Прем'єр-ліга | 2015/16 | 4         | 0         |       |       | 10    | 1     |
| «Енергія» (Нова Каховка) | Друга ліга   | 2015/16 | 11        | 0         |       |       |       |       |
| «Металург» (Запоріжжя)   | Друга ліга   | 2016/17 | 15        | 0         |       |       |       |       |